# Schüttenhoff

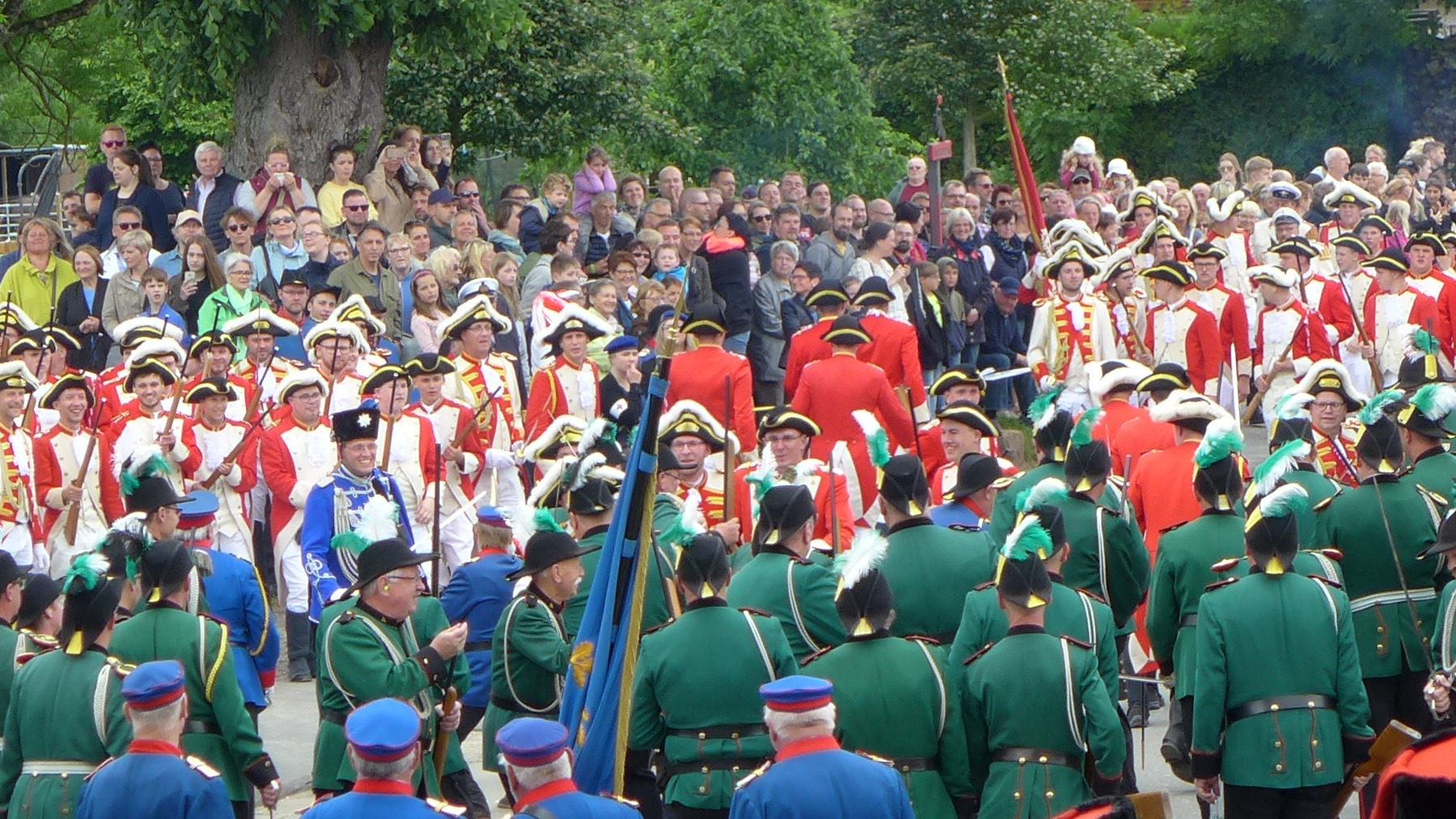
Schüttenhoff 2019: Junge Garde (rot) gegen Jäger (grün)

Der Schüttenhoff ist ein mehrtägiges Volksfest mit Reenactment von historischen Musketenübungen in Bodenfelde in Südniedersachsen. Seine Wurzeln reichen bis in das 17. Jahrhundert zurück, sodass es eine der ältesten derartigen Veranstaltungen in Deutschland ist.

## Name
Das Wort Schüttenhoff, auch Schüttenhof, ist sprachlich verwandt mit Schützenhof/Schützenfest. In der mittelniederdeutschen Sprache bedeutet „schutten“ „schützen“.

## Geschichte
Die Anfänge des Schüttenhoffs gehen auf das Jahr 1674 zurück. Einwohner Bodenfeldes sandten eine Bittschrift an Herzog Johann Friedrich, in der sie das Fest beantragten. Zur Begründung führten sie an, dass der Landgraf von Hessen-Kassel im nahen Ort Lippoldsberg jährlich ein Fest veranstalte, an dem auch Einwohner Bodenfeldes teilnahmen. Dadurch entging dem Herzog die Verbrauchssteuer und außerdem hielt man nach den Erfahrungen des Dreißigjährigen Krieges Übungen im Umgang mit der Muskete für notwendig. Der Herzog entsprach der Bitte und schenkte dem Ort ein 9 Morgen großes Grundstück (den sogenannten Schüttenkamp), das seitdem durch landwirtschaftlichen Ertrag der Finanzierung des Festes dient. Das Fest findet alle fünf bis sechs Jahre am Pfingsten-Wochenende statt, wobei dies nicht immer eingehalten wurde. 1927 wurde ein Stummfilm von dem Fest gedreht, der in den 70ern in Koblenz im Filmarchiv des Bundesarchivs eingelagert wurde.

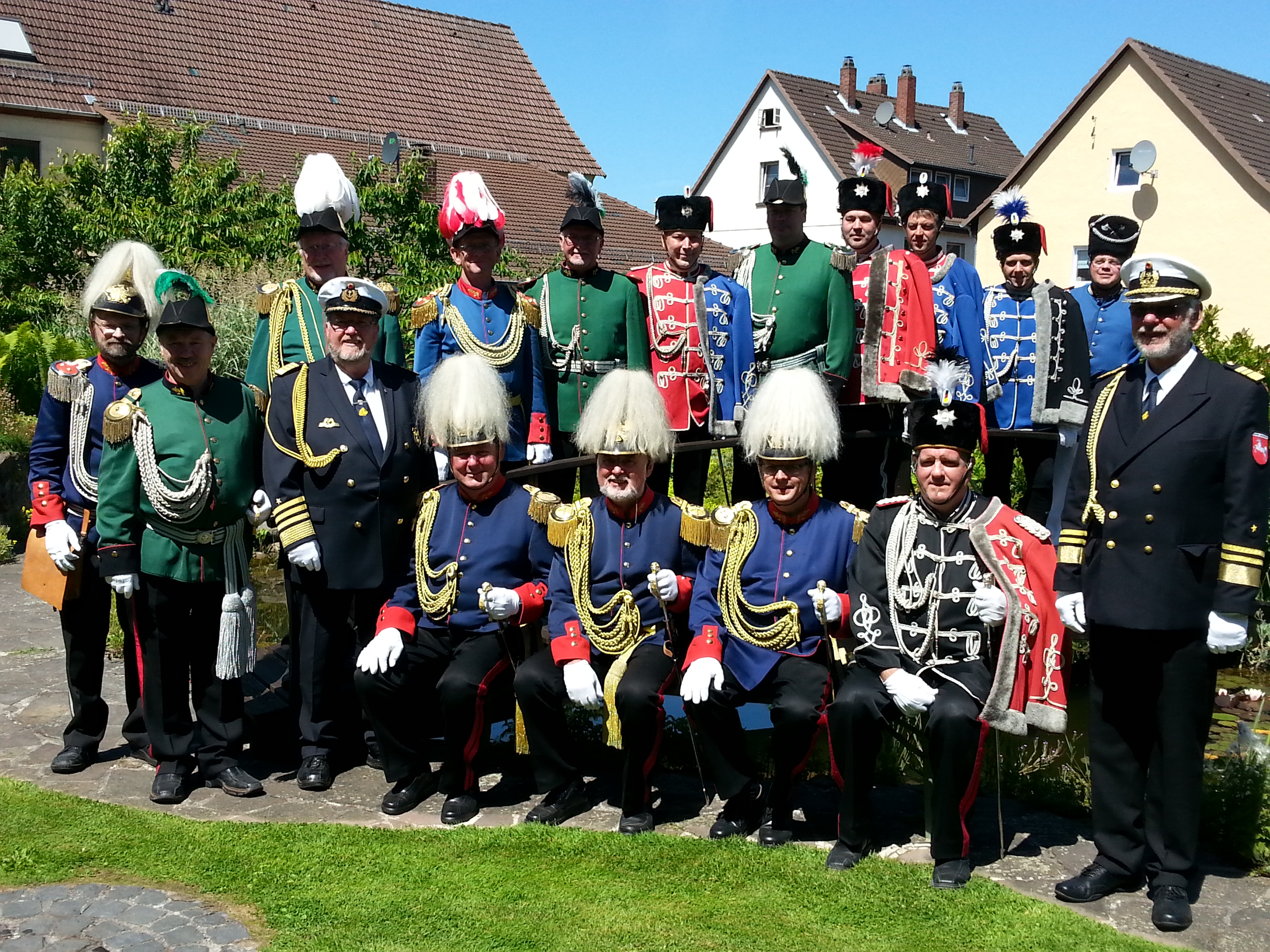
Die Einheit Stab (2014)

Folgende Einheiten wirkten in Bodenfelde beim Schüttenhoff mit (letzte Erweiterung ca. 1900): Stab (leitende Funktionen), Artillerie, Junge Garde, Husaren (bis 1927: Kavallerie), Alte Garde, Jäger, Marine, Pioniere und Sanitäter.
Später wurde die Idee vereinzelt auch in anderen Orten der Gegend umgesetzt. So führten die Orte Fredelsloh und Lauenberg gemeinsam 1874 einen Schüttenhof durch, der auf der Fredelsloher Gemarkung stattfand und aus Teilnehmern bestand, die in Stab und Offiziere sowie bewaffnete und unbewaffnete Mannschaften eingeteilt waren.

## Ablauf
Die Einheiten stellen sich an der Weser vor den Zuschauern auf. Es handelt sich um Fußtruppen mit Ausnahme der Husaren, die auf Reitpferden antreten. Die teilnehmenden Personen sind historisch kostümiert und können mit Musketen in die Luft feuern. Dann ziehen sie begleitet von regionalen Spielmannszügen oder auch dem Heeresmusikkorps Kassel zum Veranstaltungsplatz. Dort treten die in zwei Parteien aufgeteilten Einheiten gegeneinander an. Dabei simulieren Junge Garde und Husaren einen Angriff, in dem sie die Alte Garde sowie Pioniere und Jäger Richtung Weser zurückdrängen. Mit Unterstützung der Artillerie werden die Verteidiger aus dem Ort vertrieben auf Schiffe, die die Marine auf der Weser bereithält. Das Fest wird im Festzelt fortgesetzt.

## Denkmäler
Am Kai in Bodenfelde wurde 2012 eine ausgediente Fahrwassertonne installiert als Denkmal für die Marine-Gruppe, die am Schüttenhoff teilnimmt. Außerdem gibt es für die Gruppe Alte Garde einen Gedenkstein an der Mündung des Reiherbachs.